# Queijo Schuman
A Schuman Cheese, anteriormente conhecida como Arthur Schuman Inc, é a maior importadora americana de queijos italianos.

## Linha do tempo da empresa
A Schuman Cheese foi criada por Arthur Schuman, em 1945, como uma empresa familiar com seus filhos Jerome e Howard. Um ano depois, a empresa importadora de queijos com sede em Nova York tornou-se Arthur Schuman, Inc. Em 1948, foi estabelecida uma relação com a Argentina para a importação de queijos sul-americanos . Em 1956, a empresa tornou-se o único agente da Roquefort Cheese.
Desde então, a empresa também adquiriu a Grater Inc., a Lake Country Dairy, a Madison Cheese, a Robin Packing, a Polser, a Imperia Foods e uma fábrica de produção de Blue Cheese em Montfort, WI, além de se tornar a distribuidora exclusiva dos queijos gregos Dodoni.
Em 2016, o nome foi alterado para Schuman Cheese.
Mais tarde naquele ano, Schuman Cheese lançou uma "True Cheese Mark" para combater as preocupações sobre a adulteração de queijo com ingredientes como polpa de madeira e plástico. O queijo com o rótulo é testado pela Covance Food Solutions para garantir sua pureza.

## Galhos
Ao longo dos anos, a empresa expandiu-se internacionalmente. Hoje está presente na cidade de Nova York, Montfort, WI, Hong Kong, Henderson, NV, Fairfield, NJ, Polônia, entre outros lugares.

## Prêmios e reconhecimento
- 1987: CEO e presidente da empresa Neal Schuman recebeu a Ordre Du Mérite Agricole.[carece de fontes?]
- 2009: o Dairy Forum anual homenageou Jerome Schuman com o prêmio Laureate do National Cheese Institute por seus anos de serviços prestados à indústria.[6]
- 2010: a empresa foi reconhecida como uma das 20 melhores empresas privadas de Nova Jersey.[carece de fontes?]
- 2011: o governo dos Estados Unidos escolheu Neal Schuman para iniciar quatro mandatos no comitê de laticínios e animais do ATAC.[carece de fontes?]
- Quatro presidentes da Cheese Importers Association of America foram da Arthur Schuman Inc. e entre outros serviços.[carece de fontes?]
- 2017: 3 prêmios Best of Class, um prêmio de terceiro lugar no US Championship Cheese Contest.[7]